# I. Bahrám szászánida király

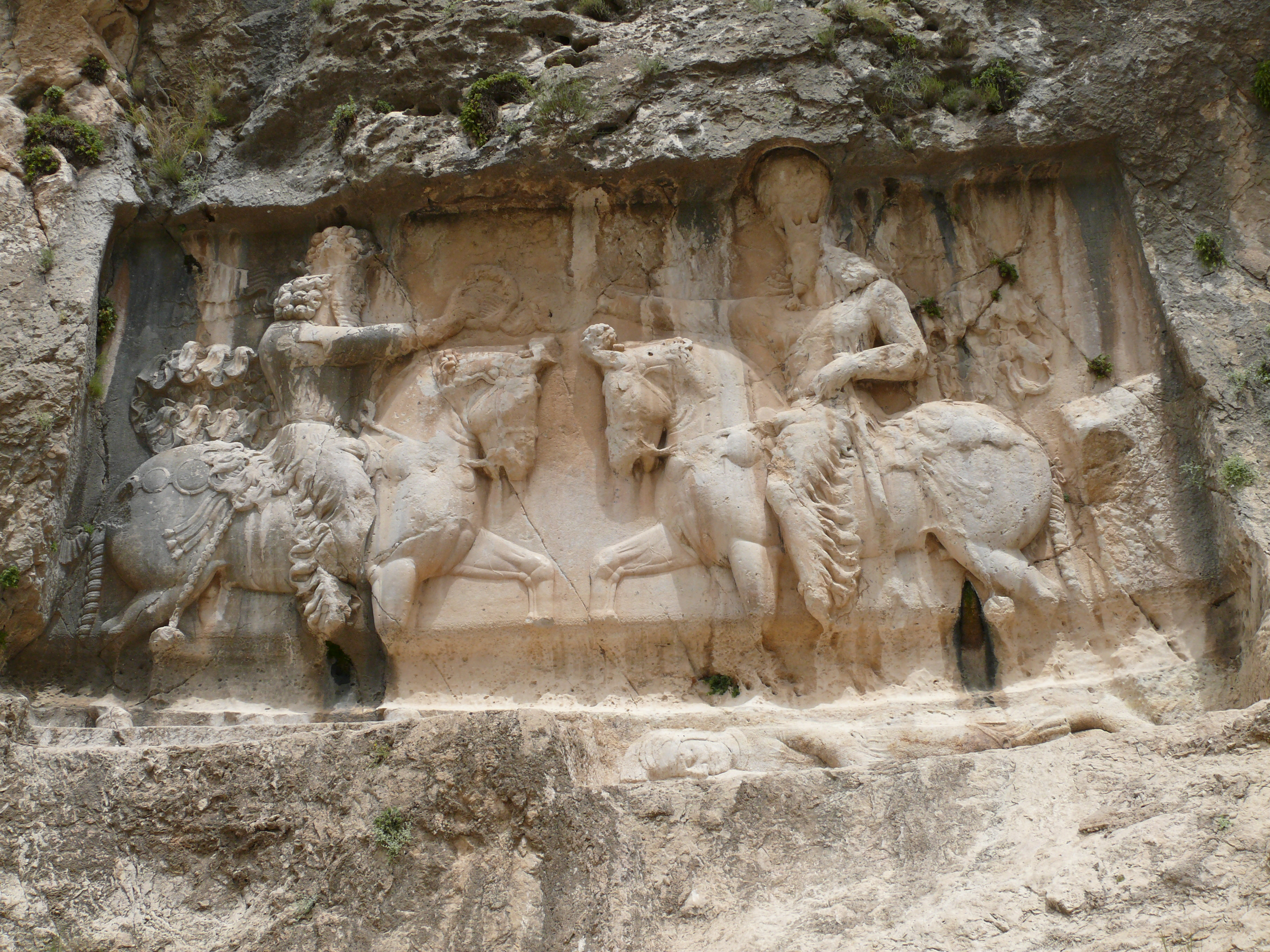
Ahura Mazdá megkoronázza I. Bahrámot Bisápúrban

I. Bahrám (Varhrān: győzedelmes. ? – 277 júliusa) a Szászánida Birodalom királya (274 – 277), I. Sápúr fia, I. Hurmuz testvére volt. Üldözte a vallási kisebbségeket, közte Manit és követőit. Manit Kartír főpap fellépésére bebörtönözte és elrendelte kivégzését, de a legenda szerint Mani a fogságban halt meg, miközben kivégzésére várt.